# Статс-секретарь (Канада)
Ста́тс-секрета́рь — наименование должности некоторых государственных министров в Правительстве Канады в 1993—2003 и 2007—2008 годах, которые не входили в Кабинет министров Канады.
Не следует путать с существовавшей в 1909—1995 годах должностью статс-секретаря по иностранным делам (государственного секретаря по иностранным делам, англ. Secretary of State for External Affairs), который соответствовал обычному министру иностранных дел, но в 1993 году она была упразднена, а вместо неё была создана должность министра иностранных дел (англ. Minister of Foreign Affairs).
Также не следует путать с существовавшей в 1867—1996 годах должностью статс-секретаря по делам Канады (государственного секретаря по делам Канады, англ. Secretary of State for Canada), который был министром Кабинета, и с существовавшей в 1867—1873 годах должность статс-секретаря по делам провинций (англ. Secretary of State for the Provinces), который также был министром Кабинета и отвечал за связи федерального правительства с правительствами провинций Канады.

## История
Эта должность была впервые учреждена премьер-министром Канады Жаном Кретьеном в 1993 году с целью уменьшить число членов Кабинета не сокращая число министерств. Ставший в 2003 году премьер-министром Канады Пол Мартин упразднил этот пост, заменив его должностью государственного министра и расширив полномочия парламентских секретарей. 4 января 2007 года преемник Мартина на посту премьер-министра Стивен Харпер возобновил использование должности статс-секретарей в Кабинете министров, но уже в октябре 2008 года вернулся к прежней системе.

## Полномочия
Статс-секретари являлись членами министерств и членами Тайного совета Королевы для Канады. Как и государственные министры, статс-секретари назначались в помощь Кабинету министров, но в отличие от первых не являются его членами. Например статс-секретари по делам воспитания и молодёжи являлся помощником министра человеческих ресурсов и развития. В этом есть отличие от Великобритании, где младшие министры как правило, отчитываются перед стоящими выше них главными статс-секретарями Её Величества, ответственными за решение тех или иных вопросов (англ. «Her Majesty’s Principal Secretary of State for…»).

## Статс-секретари

### Статс-секретари Агентства по благоустройству Атлантической Канады
Должность статс-секретаря Агентства по благоустройству Атлантической Канады была создана в 1997 году. Должность статс-секретаря Агентства по благоустройству Атлантической Канады была упразднена в 2000 году.
В разное время должность занимали:
| Имя             | Начало полномочий   | Окончание полномочий |
| --------------- | ------------------- | -------------------- |
|                 |                     |                      |
| Лоуренс Маколей | 25 января 1996 года | 10 июня 1997 года    |
| Фред Миффлин    | 11 июня 1997 года   | 2 августа 1999 года  |
| Джордж Бейкер   | 3 августа 1999 года | 16 октября 2000 года |

### Статс-секретари Агентства экономического развития Канады для регионов Квебека
Должность статс-секретаря Агентства экономического развития Канады для регионов Квебека была создана в 1996 году. Должность статс-секретаря Агентства экономического развития Канады для регионов Квебека была упразднена в 2003 году.
В разное время должность занимали:
| Имя          | Начало полномочий   | Окончание полномочий |
| ------------ | ------------------- | -------------------- |
|              |                     |                      |
| Мартин Кошон | 25 января 1996 года | 14 января 2002 года  |
| Клод Дроин   | 15 января 2002 года | 11 декабря 2003 года |

### Статс-секретари по делам Азиатско-Тихоокеанского региона
Должность статс-секретаря по делам Азиатско-Тихоокеанского региона была создана в 1993 году. Он являлся помощником статс-секретаря по делам Канады по вопросам связанным со странами Азиатско-Тихоокеанского региона. Должность статс-секретаря по делам Азиатско-Тихоокеанского региона была упразднена в 2003 году.
В разное время должность занимали:
| Имя          | Начало полномочий   | Окончание полномочий |
| ------------ | ------------------- | -------------------- |
|              |                     |                      |
| Раймонд Чан  | 11 апреля 1993 года | 8 января 2001 года   |
| Рэй Пагтахан | 9 января 2001 года  | 14 января 2002 года  |
| Дэвид Килгур | 15 января 2002 года | 11 декабря 2003 года |

### Статс-секретари по делам ветеранов
Должность статс-секретаря по делам ветеранов была создана в 1993 году. Должность статс-секретаря по делам ветеранов была упразднена в 1997 году.
Должность занимал:
| Имя             | Начало полномочий   | Окончание полномочий |
| --------------- | ------------------- | -------------------- |
|                 |                     |                      |
| Лоуренс Маколей | 11 апреля 1993 года | 10 июня 1997 года    |

### Статс-секретари по делам детей и молодёжи
Должность статс-секретаря по делам воспитания и молодёжи была создана в 1993 году. В 1997 году переименована в статс-секретаря по делам детей и молодёжи. Должность статс-секретаря по делам детей и молодёжи была упразднена в 2003 году.
Должность занимал:
| Имя                 | Начало полномочий   | Окончание полномочий |
| ------------------- | ------------------- | -------------------- |
|                     |                     |                      |
| Этель Блондэн-Эндрю | 11 апреля 1993 года | 11 декабря 2003 года |

### Статс-секретари по делам диверсификации экономики Западной Канады
Должность статс-секретаря по делам диверсификации экономики Западной Канады была создана в 1993 году. Он являлся помощником министра диверсификации экономики Западной Канады. Должность статс-секретаря по делам диверсификации экономики Западной Канады была упразднена в 2003 году.
В разное время должность занимали:
| Имя           | Начало полномочий   | Окончание полномочий |
| ------------- | ------------------- | -------------------- |
|               |                     |                      |
| Джон Джеррард | 25 января 1996 года | 10 июня 1997 года    |
| Рон Дюамель   | 11 июня 1997 года   | 14 января 2002 года  |
| Стивен Оуэн   | 15 января 2002 года | 12 декабря 2003 года |

### Статс-секретари по делам Латинской Америки и Африки
Должность статс-секретаря по делам Латинской Америки и Африки была создана в 1993 году. Он являлся помощником министра иностранных дел Канады по вопросам, связанным с Латинской Америкой и Африкой. Должность статс-секретаря по делам Латинской Америки и Африки была упразднена в 2003 году.
В разное время должность занимали:
| Имя            | Начало полномочий   | Окончание полномочий |
| -------------- | ------------------- | -------------------- |
|                |                     |                      |
| Кристин Стюарт | 11 апреля 1993 года | 10 июня 1997 года    |
| Дэвид Килгур   | 11 июня 1997 года   | 14 января 2002 года  |
| Дэнис Парадис  | 15 января 2002 года | 11 декабря 2003 года |

### Статс-секретарь по делам международных финансовых институтов
Должность статс-секретаря по делам международных финансовых институтов была создана в 1993 году. Должность статс-секретаря по делам международных финансовых институтов была упразднена в 2003 году.
В разное время должность занимали:
| Имя                | Начало полномочий   | Окончание полномочий |
| ------------------ | ------------------- | -------------------- |
|                    |                     |                      |
| Дуглас Петерс      | 11 апреля 1993 года | 11 июня 1997 года    |
| Джим Петерсон      | 11 июня 1997 года   | 14 января 2002 года  |
| Джон Маккаллум     | 15 января 2002 года | 25 мая 2002 года     |
| Маурицио Бевилакуа | 26 мая 2002 года    | 11 ноября 2003 года  |

### Статс-секретари по делам мультикультурализма и статуса женщин
Должность статс-секретаря по делам мультикультурализма и статуса женщин была создана в 1993 году. Должность статс-секретаря по делам по делам мультикультурализма и статуса женщин была упразднена в 2003 году.
В разное время должность занимали:
| Имя             | Начало полномочий   | Окончание полномочий |
| --------------- | ------------------- | -------------------- |
|                 |                     |                      |
| Хеди Фрай       | 25 января 1996 года | 14 января 2002 года  |
| Клодетт Брэдшоу | 15 января 2002 года | 25 мая 2002 года     |
| Джин Августин   | 26 мая 2002 года    | 19 июля 2004 года    |

### Статс-секретари по делам науки, исследований и развития
Должность статс-секретаря по делам науки, исследований и развития была создана в 1993 году. Он являлся помощником министра промышленности  Канады по вопросам связанным с промышленностью Канады. Должность статс-секретаря по делам Латинской Америки и Африки была упразднена в 2003 году.
В разное время должность занимали:
| Имя                | Начало полномочий   | Окончание полномочий |
| ------------------ | ------------------- | -------------------- |
|                    |                     |                      |
| Джон Джеррард      | 11 апреля 1993 года | 10 июня 1997 года    |
| Рон Дюамель        | 11 июня 1997 года   | 2 августа 1999 года  |
| Гилберт Нормэнд    | 3 августа 1999 года | 14 января 2002 года  |
| Маурицио Бевилакуа | 15 января 2002 года | 25 мая 2002 года     |
| Рэй Пагтахан       | 26 мая 2002 года    | 12 декабря 2003 года |

### Статс-секретари по делам национальных парков
Должность статс-секретаря по делам национальных парков была создана в апреле 2003 году. Занимался вопросами национальных парков Канады. Должность статс-секретаря по делам национальных парков была упразднена в декабре 2003 года.
Должность занимал:
| Имя          | Начало полномочий | Окончание полномочий |
| ------------ | ----------------- | -------------------- |
|              |                   |                      |
| Энди Митчелл | 11 июня 1997 года | 2 августа 1999 года  |

### Статс-секретари по делам отдельных государственных корпораций
Должность статс-секретаря по делам отдельных государственных корпораций была создана в апреле 2003 году. Он отвечал за деятельность отдельных государственных корпораций Канады. Должность статс-секретаря по делам отдельных государственных корпораций была упразднена в декабре 2003 года.
Должность занимал:
| Имя         | Начало полномочий   | Окончание полномочий |
| ----------- | ------------------- | -------------------- |
|             |                     |                      |
| Стив Махони | 11 апреля 2003 года | 11 декабря 2003 года |

### Статс-секретари по делам Парламента
Должность статс-секретаря по делам Парламента была создана в 1993 году. Должность статс-секретаря по делам Парламента была упразднена в 1994 году.
Должность занимал:
| Имя              | Начало полномочий   | Окончание полномочий  |
| ---------------- | ------------------- | --------------------- |
|                  |                     |                       |
| Фернан Робиншаун | 11 апреля 1993 года | 14 сентября 1994 года |

### Статс-секретари по делам развития сельских районов
Должность статс-секретаря по делам национальных парков была создана в 1999 году. Должность статс-секретаря по делам национальных парков была упразднена в декабре 2003 года.
Должность занимал:
| Имя          | Начало полномочий   | Окончание полномочий |
| ------------ | ------------------- | -------------------- |
|              |                     |                      |
| Энди Митчелл | 3 августа 1999 года | 11 декабря 2003 года |

### Статс-секретари по делам сельского хозяйства и продовольствия, рыболовства и океанов
Должность статс-секретаря по делам сельского хозяйства и продовольствия, рыболовства и океанов была создана в 1994 году. Должность статс-секретаря по делам сельского хозяйства и продовольствия, рыболовства и океанов была упразднена в 1999 году.
В разное время должность занимал:
| Имя              | Начало полномочий     | Окончание полномочий |
| ---------------- | --------------------- | -------------------- |
|                  |                       |                      |
| Фернан Робиншаун | 15 сентября 1994 года | 11 июня 1997 года    |
| Гилберт Нормэнд  | 11 июня 1997 года     | 2 августа 1999 года  |

### Статс-секретари федеральной экономической инициативы развития Северного Онтарио
Должность статс-секретаря федеральной экономической инициативы развития Северного Онтарио была создана в 1999 году и упразднена в декабре 2003 года.
Должность занимал:
| Имя          | Начало полномочий   | Окончание полномочий |
| ------------ | ------------------- | -------------------- |
|              |                     |                      |
| Энди Митчелл | 3 августа 1999 года | 11 декабря 2003 года |

### Статс-секретари по делам физической деятельности и спорта
Должность была создана в 1999 году как статс-секретарь по делам любительского спорта. В июне 2003 года должность переименована в статс-секретаря по делам физической деятельности и спорта. Должность статс-секретаря по делам по делам физической деятельности и спорта была упразднена в декабре 2003 года.
В разное время должность занимал:
| Имя          | Начало полномочий   | Окончание полномочий |
| ------------ | ------------------- | -------------------- |
|              |                     |                      |
| Денис Кодерр | 3 августа 1999 года | 14 января 2002 года  |
| Пол Девийе   | 15 января 2002 года | 11 декабря 2003 года |

### Статс-секретари по делам франкофонов
Должность статс-секретаря по делам франкофонов была создана в 1999 году. Должность статс-секретаря по делам франкофонов была упразднена в 2002 году.
Должность занимал:
| Имя         | Начало полномочий   | Окончание полномочий |
| ----------- | ------------------- | -------------------- |
|             |                     |                      |
| Рон Дюамель | 3 августа 1999 года | 14 января 2002 года  |

### Статс-секретари по делам Центральной и Восточной Европы и Ближнему Востоку
Должность статс-секретаря по делам Центральной и Восточной Европы и Ближнему Востоку была создана в 2002 году. Должность статс-секретаря по делам Центральной и Восточной Европы и Ближнему Востоку была упразднена в 2003 году.
Должность занимал:
| Имя        | Начало полномочий   | Окончание полномочий |
| ---------- | ------------------- | -------------------- |
|            |                     |                      |
| Гар Нутсон | 3 августа 1999 года | 14 января 2002 года  |